# Aventure en jaune
Aventure en jaune est le second album de bande dessinée de la série Les Innommables.

## Synopsis
Hong Kong, 1950. Le Torquemada échoue dans la baie après avoir été pillé par les pirates de la triade du Yellow Ox. Alix est en mission à Hong Kong. Elle doit rencontrer son contact Chou Dou Fou mais elle surprend le colonel Lychee en train de l'assassiner. Elle est torturée par les hommes du colonel. Pendant ce temps, Lychee reçoit la visite de Sybil Jardine, fille d'un des colons les plus riches de l'île. C'est pour elle que Lychee semble travailler. Ils sont en outre amants. Sybil tente elle aussi de faire parler Alix, en vain. Les hommes de main de Lychee, continuant de la torturer, la noient involontairement. Alors que, la croyant morte, ils jettent son corps dans la baie de Hong Kong, Mac, Tony et Tim entrent en scène. Ils sauvent Alix, qui est bien vivante, et Mac tombe amoureux d'elle. Cependant Mac a déjà une petite amie, Roseau Fleuri, une pensionnaire de la maison close « Au Lotus Pourpre » que Mac est sur le point de racheter. Les événements s'enchaînent : Roseau Fleuri est assassinée par Lychee, tandis que Mac cède à la tentation et couche avec la belle Alix. Puis cette dernière disparaît et Mac se met à déprimer. Et pendant ce temps, Hong Kong hésite entre rester une colonie britannique et intégrer la Chine communiste.

## Personnages
- Le Rescapé du Torquemada : il est juif et semble avoir un penchant pour écorcher toute personne qui se met au travers de sa route.
- Le colonel Lychee : tueur redoutable. Il traque Alix et tue Roseau Fleuri.
- Alix Yin Fu : espionne de la Chine communiste en mission à Hong Kong.
- Chieh : autre espionne communiste. Elle considère Alix comme sa rivale.
- Écran d'Argent : autre espionne communiste.
- Cheng : homme de main du colonel Lychee.
- Sybil Jardine : fille de Sir Edgar Jardine et sœur de Basil. Elle est en affaire avec le colonel Lychee qui est aussi son amant.
- Lo-Pin-Wang : poète chinois qui apparaît en rêve à Alix lorsqu'elle est torturée.
- Mac : c'est le leader du trio des Innommables. Il est sur le point de racheter une maison de passe du nom de Lotus Pourpre.
- Tim : homme de petite taille, naïf comme un enfant. Il est toujours équipé d'une batte de baseball dont il sait très bien se servir.
- Tony : constamment sarcastique et négatif.
- Roseau Fleuri : prostituée du Lotus Pourpre et « régulière » de Mac. Elle est la fille cachée d'Errol Flynn et d'une prostituée du nom de Sa Taï Taï.
- Wilbur : policier anglais en ronde dans la baie de Hong Kong.
- Oswald : policier anglais en ronde dans la baie de Hong Kong.
- Lieutenant Adam Damage : bricoleur de génie. Il a suivi le trio et est devenu le mécanicien attitré de leur bateau.
- Raoul : le cochon adoptif de Mac.
- Tsi : chef de triade et source de renseignement muette auprès duquel Lychee va chercher des informations.
- Mulligan O'Rourke : capitaine des pirates, Irlandais et noir. Il fait du buisness avec Mac, Tony et Tim.
- Li Bi Dho : chef de triade
- Wu : il travaille pour Karmee au Lotus Pourpre.
- Kessingway : vieil ivrogne et écrivain habitué du Lotus Pourpre.
- Karmee : patron du Lotus Pourpre. C'est à lui que Mac rachète la maison de passe.
- Basil Jardine : frère de Sybil et fils d'Edgar. Il détourne l'argent de son père pour constituer sa propre fortune.
- Miss Matheson : maîtresse de Basil et riche héritière d'une autre famille de coloniaux anglais.
- Miss Priscilla : secrétaire des Jardine.
- Edgar Jardine : père de Sybil et de Basil. C'est le patriarche de la plus honorable famille de Hong Kong, descendante d'un fameux pirate écossais, William Jardine, également fondateur de la colonie anglaise sur Hong Kong. L'arrivée des communistes lui fait très peur.
- Robert : compradore chinois des Jardine depuis 1906.
- Casimir : trafiquant notoire de Hong Kong.
- Horace : serviteur chinois des Jardine.
- Nah Bo : très jeune espion communiste chinois dressé par le Guépéou.
- Porte en Saindoux : matrone des filles du Lotus Pourpre. C'est aussi la mère adoptive de Roseau Fleuri, fille de sa jeune sœur, Sa Taï Taï.

## Autour de l'album
Cette histoire paraît dans Spirou en 1982. C'est la troisième histoire à paraître dans le journal, mais c'est en réalité la quatrième aventure du trio. En effet l'histoire précédente, Cloaques, est refusée par Charles Dupuis. Yann et Conrad, au lieu de censurer leur récit, en proposent un autre. Mais Aventure en jaune sera interrompu avant la fin. Au départ, Yann et Conrad projetaient de publier dans les pages de Spirou une histoire de près de 300 pages.
Il faudra attendre la première publication en album, chez l'éditeur Temps Futurs en 1983, pour connaître une première fin de cette histoire. L'album sera ensuite réédité par Bédéscope/Glénat en 1986 ; en quatrième de couverture des suites sont annoncées. Ce n'est finalement qu'à partir de 1994 que la suite est publiée chez Dargaud : Le Crâne du Père Zé, Ching Soao, Au Lotus Pourpre et Alix-Noni-Tengu amènent le récit aux 300 pages prévues initialement.
À la suite de la publication de ces quatre albums, Aventure en jaune est de nouveau réédité chez Dargaud en 1996. Conrad et Yann retravaillent le scénario et le dessin pour l'occasion. En 2000 sort Le Cycle de Hong Kong, c'est le projet initial de 300 pages qui voit enfin le jour. Plus qu'une intégrale, cet album compile les cinq épisodes qui sont tous retravaillés afin de fluidifier le récit, supprimant au passage certaines séquences flash-back inutiles dans une telle continuité.

## Éditions
- Aventure en jaune, Dupuis, 1982 : première parution dans Le Journal de Spirou du no 2297 au no 2311. Mise en couleurs de Vittorio Leonardo.
- Aventure en jaune, Temps Futurs, collection Oxebo, 1983 : première édition, 60 planches. Mise en couleurs de Yann.
- Les Innommables, Bédéscope/Glénat, 1986 : réédition de la version Temps Futur. En quatrième de couverture, la série est baptisée Aventure en jaune, dont l'album intitulé Les Innommables constitue le 3e tome.
- Aventure en jaune, Dargaud, 1996 : réédition redessinée en partie par Conrad. 74 planches. Nouvelle mise en couleur de Béatrice Constant. En supplément est publié tête-bêche le premier épisode des Innommables : Matricule Triple Zéro. L'illustration de couverture c'est Alix acculée contre un mur (redessinée).
- Le Cycle de Hong Kong, Dargaud, 2000 : l'épisode Aventure en jaune est retravaillé et débute cet album. 240 planches.
- Journey Through the Yellow, chapter one : Colonel Lychee, PotShot Comics, 2000 : version comics offerte avec l'album Pas-de-Mâchoire. La couverture est montée à l'envers et c'est la chapitre deux, Alix, qui semble être le titre du comics. 29 chapitres sont annoncés et il y a 19 planches dans ce premier tome. Il est impossible de déterminer si c'est un fake ou un vrai comics.
- Aventure en jaune, Dargaud, 2000 : réédition avec numérotation. Cet album porte le numéro 1.
- Aventure en jaune, Dargaud, 2002 : réédition avec nouvelle maquette et nouvelle couverture avec Mac portant Alix avec le Torquemada en arrière-plan.